# 2019 v hudbě
Tento článek obsahuje události související s hudbou, které proběhly v roce 2019.

## Vydaná alba

### Česká hudební alba

#### Leden
| Den | Album                  | Umělec                 | Poznámky      |
| --- | ---------------------- | ---------------------- | ------------- |
| 11. | And This Is Our Sh!t   | TH!S                   |               |
| 16. | All Little Revolutions | The Truth Is Out There |               |
| 25. | Lži, sex & prachy      | Wanastowi Vjecy        | reedice na LP |
|     | Dried Blood Syndrome   | Illegal Illusion       |               |

#### Únor
| Den | Album                                     | Umělec                 | Poznámky         |
| --- | ----------------------------------------- | ---------------------- | ---------------- |
| 1.  | Excellent Mistake                         | Gaia Mesiah            |                  |
| 1.  | Emil Viklický Trio hraje Suchého & Šlitra | Emil Viklický Trio     |                  |
| 1.  | Behind the World                          | Sebastien              | digitální vydání |
| 2.  | Kazoo or die!                             | Totální nasazení       |                  |
| 8.  | Zlom                                      | Nerez a Lucia Šoralová | CD nebo LP       |
| 8.  | Nemůžu popadnout tvůj dech                | Jan Spálený a ASPM     |                  |
| 11. | Ploy                                      | Ploy                   |                  |
| 15. | Pětiminutový tulák                        | Listolet               |                  |
| 25. | II                                        | Safenat Peneach        |                  |

#### Březen
| Den | Album               | Umělec           | Poznámky   |
| --- | ------------------- | ---------------- | ---------- |
| 1.  | Lunaves             | Bára Zmeková     |            |
| 1.  | Langonův svět       | WxP              |            |
| 15. | Amerika             | Kafka Band       |            |
| 20. | Vortex              | Chalupski        |            |
| 21. | Realease            | Ese              |            |
| 21. | Není se na co těšit | post-hudba       |            |
| 22. | Pošli to tam!       | Michal Pavlíček  |            |
| 22. | Khoiba              | Khoiba           |            |
| 22. | Nebe je zatažený    | Filip Topol      | 3CD        |
| 26. | Ghosts              | Hard to Frame    |            |
| 27. | Kazoo Or Die        | Totální nasazení | CD nebo LP |

#### Duben
| Den | Album                       | Umělec                                   | Poznámky |
| --- | --------------------------- | ---------------------------------------- | -------- |
| 7.  | Rovina                      | něco něco                                | singl    |
| 12. | Tam Tam Batucada            | Miloš Vacík, Tam Tam Batucada            |          |
| 12. | Hlasolamy                   | Premier                                  |          |
| 12. | Strážci plamenů             | Kreyson Memorial                         |          |
| 15. | Svobodná místa              | Pavel Zajíček, Ivan Acher, Michal Nejtek |          |
| 15. | Země beze mě                | Heiden                                   |          |
| 18. | Tance neznámé               | Jakub Šimanský a Tomáš Niesner           |          |
| 19. | Náklad štěstí               | Vltava                                   |          |
| 19. | Hudba Praha & Michal Ambrož | Hudba Praha a Michal Ambrož              |          |
| 19. | Private Show                | Realita                                  |          |
| 19. | Dresscode                   | Zed Jones                                |          |

#### Květen
| Den | Album                                     | Umělec                              | Poznámky         |
| --- | ----------------------------------------- | ----------------------------------- | ---------------- |
| 2.  | Srdce nehasnou                            | Karel Gott a Charlotte Ella Gottová | singl na YouTube |
| 10. | Dobrý zprávy                              | O5 & Radeček                        |                  |
| 17. | Old Shootterhand                          | Dan Šustr                           |                  |
| 17. | Jekyll & Hyde                             | Arakain                             |                  |
| 17. | #DNVRTG                                   | Dan Vertígo                         |                  |
| 17. | Cvokhaus                                  | Moped 56                            |                  |
| 21. | Easy                                      | MikAel                              |                  |
| 21. | Polonahá                                  | KACZI                               | EP               |
| 21. | 7 EP                                      | Pacino                              | EP               |
| 24. | Eskalace bobra                            | J.A.R.                              |                  |
| 24. | Dolů                                      | Milan Matoušek                      |                  |
| 24. | Čaruj                                     | David Stypka & Bandjeez             |                  |
| 24. | Invisible Roots                           | Kenta KattyGyal                     |                  |
| 24. | Split 2019                                | Östra Torn a Decultivate            |                  |
| 24. | Zhasni den                                | Tereza Balonová                     | EP               |
| 31. | Znamení                                   | Limetall                            |                  |
| 31. | Úplně levej                               | Pokáč                               |                  |
| 31. | Zrní a Filharmonie HK živě ve Foru Karlín | Zrní                                |                  |
| 31. | Frankenstein                              | XIII. století                       |                  |

#### Červen
| Den | Album                                  | Umělec                       | Poznámky |
| --- | -------------------------------------- | ---------------------------- | -------- |
| 7.  | Půlnoční vlak Michala Tučného          | Jelen                        |          |
| 7.  | Brain                                  | Vláďa Šafránek a Tonda Rauer |          |
| 10. | Supernatural Phenomena                 | Tomáš Hobzek Quartet         |          |
| 14. | Kovařovic: Smyčcové kvartety – komplet | Stamicovo kvarteto           |          |
| 14. | Nedokončené                            | Jiří Smrž                    |          |
| 14. | Černobílej svět                        | Viktor Sheen                 |          |
| 21. | Doba klíčová                           | Jaroslav Hutka               |          |
| 21. | Tempo                                  | Idea                         |          |
| 28. | Dvě tváře                              | Botox                        |          |

#### Červenec
| Den | Album                   | Umělec           | Poznámky |
| --- | ----------------------- | ---------------- | -------- |
| 7.  | Hood Celebrity          | Ca$hanova Bulhar |          |
| 8.  | Rakovina / Vašek        | Povodí Ohře      | singl    |
| 12. | 25 let turbulencí       | Maxíci           |          |
| 19. | Jesus Christ Superlunch | Sectesy          | EP       |
| 25. | Nekonečné léto          | Lollipopz        |          |

#### Srpen
| Den | Album               | Umělec     | Poznámky                  |
| --- | ------------------- | ---------- | ------------------------- |
| 29. | ...v bytě nad řekou | Děti deště |                           |
| 30. | Homo Fonkianz       | J.A.R.     | reedice, vyšlo na CD i LP |

#### Září
| Den | Album                 | Umělec                | Poznámky                               |
| --- | --------------------- | --------------------- | -------------------------------------- |
| 1.  | Svítání měsíce        | Čočka                 |                                        |
| 11. | Debut                 | PSH                   |                                        |
| 18. | Vše je jedním         | Radůza                | reedice na 2LP                         |
| 19. | To nejlepší 1971–2019 | Jiří Korn             | kompilace                              |
| 20. | Jednou tě potkám      | Vladimír Mišík        | CD; 2LP+CD verze vychází 4. října 2019 |
| 20. | LX                    | Petr Kotvald          |                                        |
| 20. | Tam za tou duhou      | Laďka Kozderková      | kompilace, 2CD                         |
| 20. | Pozdní sběry          | Hana a Petr Ulrychovi | kompilace, 3CD                         |
| 21. | Září                  | Zvíře jménem Podzim   |                                        |
| 25. | Solárium              | Ondřej Kyas           |                                        |
| 27. | Live!!! Ostrava       | Luboš Pospíšil & 5P   |                                        |
| 27. | Arigato               | Mirai                 |                                        |

#### Říjen
| Den | Album              | Umělec                  | Poznámky                         |
| --- | ------------------ | ----------------------- | -------------------------------- |
| 2.  | Nadechnutí živě    | Čechomor                | živé album                       |
| 3.  | 11                 | Chinaski                |                                  |
| 4.  | Kvalita            | Vypsaná fiXa            |                                  |
| 7.  | Revolter           | Dymytry                 |                                  |
| 11. | Jakub Hübner       | Jakub Hübner            |                                  |
| 11. | Třecí Plochy       | Mňága a Žďorp           |                                  |
| 14. | O násilí           | Skrytý půvab byrokracie |                                  |
| 18. | Ta o mně           | Lucie Bílá              |                                  |
| 18. | Tos posrals        | Mucha                   |                                  |
| 18. | Senzační / Best Of | Holki                   |                                  |
| 18. | Anděl v blbým věku | Xindl X                 | výběr, obsahuje i tři nové songy |
| 18. | 2019               | Lanugo                  |                                  |
| 23. | Plastová okna      | B4                      |                                  |
| 25. | Sně                | Beata Hlavenková        |                                  |
| 25. | Numbers            | MYDY                    |                                  |
| 25. | Michalovo cédéčko  | Michal Horák            |                                  |
| 25. | Na Měsíc           | Robin Mood              |                                  |
| 25. | Rub a líc          | Sebastian               |                                  |
| 25. | Cellofolk          | Pavel Čadek             |                                  |

#### Listopad
| Den | Album                                 | Umělec                       | Poznámky |
| --- | ------------------------------------- | ---------------------------- | -------- |
| 1.  | Klusymfonie                           | Tomáš Klus                   |          |
| 1.  | Perpetuum Promile                     | Prago Union                  |          |
| 4.  | Luna nad Iglau                        | Petr Štěpán & Bratrstvo Luny |          |
| 7.  | Supr                                  | Bert & Friends               | EP       |
| 8.  | Zlatá deska                           | Civilní Obrana               |          |
| 8.  | Jiří Šlitr v soukromí i jinde         | Jiří Šlitr a kol.            |          |
| 13. | V kuchyni                             | Člověk krve                  | singl    |
| 15. | Nanovo                                | Voxel                        |          |
| 22. | Když Věčnost navštívila Čas           | Oboroh                       |          |
| 22. | Až se mé roky sesypou                 | Vladimír Veit                |          |
| 22. | Pan Býček                             | Jarabáci                     |          |
| 23. | #Tothestars                           | Czech It                     |          |
| 26. | DVA                                   | Marpo a TroubleGang          |          |
| 28. | Children Of The Blackest Hole         | Cathedral In Flames          |          |
| 29. | Holka roku                            | Berenika Kohoutová           |          |
| 29. | Semafor Komplet 9 her z let 1959–1964 | různí                        | box 15CD |
| 30. | Foreign Faces                         | Depressive Disorder          | EP       |

#### Prosinec
| Den | Album                        | Umělec         | Poznámky |
| --- | ---------------------------- | -------------- | -------- |
| 4.  | Než zemřu                    | BigBoss Band   |          |
| 6.  | Dobrá duše, srdce ze zlata   | Yzomandias     |          |
| 13. | 2.0                          | Adam Mišík     |          |
| 13. | Co tě neposílí, to tě zabije | POST-IT        | EP       |
| 15. | Unwind                       | Tea Sofia      | EP       |
| 15. | Kruhy                        | Ivana Korolová |          |

### Zahraniční hudební alba

#### Leden
- Slaves of the Shadow Realm (Legion of the Damned)
- Amo (Bring Me the Horizon)
- Micro (Jinjer)
- Love Hates What You Become (Lost Under Heaven)
- Deep Elevation (Delfinia)
- About the Light (Steve Mason)
- Live at the Symphony Hall (Magnum)
- Mint (Alice Merton)
- Myth of a Man (Night Beats)
- Native Tongue (Switchfoot)
- It Won/t Be Like This All the Time (The Twilight Sad)
- Remind Me Tomorrow (Sharon Van Etten)
- The Northern South, Vol. 2 (Whitehorse)
- Origine: The Black Crystal Sword Saga Part 2 (Ancient Bards)
- The Atlantic (Evergrey)
- Songs for the Dead: Live at Graspop Metal Meeting (King Diamond)
- At the Edge of Light (Steve Hackett)
- New Breed (Dawn Richard)
- Waver (Royal Canoe)
- Heard It In a Past Life (Maggie Rogers)

#### Únor
- Ladytron (Ladytron)
- Encore (The Specials)
- Five (White Lies)
- Resist (Within Temptation)
- From Hell with Love (Beast in Black)
- Sinners (Herman Frank)
- Buoys (Panda Bear)
- Moonglow (Avantasia)
- Hunter's Moon (Delain)
- Distance over Time (Dream Theater)
- The Wings of War (Overkill)
- The Eighth Mountain (Rhapsody of Fire)
- This Time (Rock Goddess)
- The Deep & The Dark: Live @ Symphonic Metal Nights (Visions of Atlantis)
- Thank U, Next (Ariana Grande)
- The Love Train (Meghan Trainor)

#### Březen
- Shine a Light (Bryan Adams)
- Ripples (Ian Brown)
- I, the Mask (In Flames)
- The Verdict (Queensrÿche)
- Backstage to Heaven (Doro Pesch)
- Hexed (Children of Bodom)
- Kill Or Get Killed (Iron Savior)
- There Will Be No Intermission (Amanda Palmerová)
- Hel (Týr)
- No More Hollywood Endings (Battle Beast)
- Rise of the Dragon Empire (Bloodbound)
- The Spell (Cellar Darling)
- Crowned in Frost (Frozen Crown)
- Harbinger (Arrival of Autumn)
- Breathe in Colours (Forever Still)
- The Hermetic Organ Vol 6: For Edgar Allan Poe (John Zorn)

#### Duben
- Ategnatos (Eluveitie)
- Wolf God (Grand Magus)
- Zenith (Enforcer)
- Cuz I Love You (Lizzo)

#### Květen
- Berserker (Amon Amarth)
- Rammstein (Rammstein)
- Veleno (Fleshgod Apocalypse)
- Legends from Beyond the Galactic Terrorvortex (Gloryhammer)
- Club Majesty (Royal Republic
- Pellucidar: A Dreamers Fantabula (John Zorn)
- The Hierophant (John Zorn)
- Dedicated (Carly Rae Jepsenová)
- Beauty Marks (Ciara)

#### Červen
- Holy shit (Nebula)
- XXX Anniversary Live (Axel Rudi Pell)
- Hard Lessons (Chris Shiflett)
- Help Us Stranger (The Raconteurs)
- Madame X (Madonna)
- Anima (Thom Yorke)
- Nove Cantici Per Francesco D’Assisi (John Zorn)

#### Červenec
- The Great War (Sabaton)
- Tractatus Musico: Philosophicus (John Zorn)
- III (Banks)
- No. 6 Collaborations Project (Ed Sheeran)
- Singular: Act II (Sabrina Carpenter)
- In My Defense (Iggy Azalea)

#### Srpen
- We Are Not Your Kind (Slipknot)
- Dominion (HammerFall)
- The Raw (Tarja)
- Encomia (John Zorn)
- Norman Fucking Rockwell (Lana Del Rey)
- High Expectations (Mabel)
- Lover (Taylor Swift)

#### Září
- The Nothing (Korn)
- Orphans (The Agonist)
- Sunshine Kitty (Tove Lo)
- Charli (Charli XCX)
- This Summer (Alessia Cara)

#### Říjen
- Endorphin (Infected Rain)
- Macro (Jinjer)
- Daemon (Mayhem)

#### Listopad
- Legacy of the Dark Lands (Blind Guardian)
- Country Hell (Krucipüsk)
- F & M  (Lindemann)
- Hot Pink (Doja Cat)
- Songs for You (Tinashe)

#### Prosinec
- Romance (Camila Cabello)
- Fine Line (Harry Styles)
- LP1 (Liam Payne)
- Wicked Lips (Iggy Azalea)

#### Neupřesněné datum vydání
- Empath (Devin Townsend)
- Project Regeneration (Static-X)
- Shock (Tesla)
- Flesh & Blood (Whitesnake)[1]
- II (Last in Line)

## Koncerty a hudební festivaly v Česku
- 17. ledna – Aurora (Praha, Forum Karlín)[2]
- 23. ledna – Tom Odell (Praha, Forum Karlín)[3]
- 25. ledna – Ennio Morricone (Praha, O2 arena)[4]
- 31. ledna – Architects (Praha, Forum Karlín)[5]
- 1. února – Avatar (Zlín, Sportovní hala Euronics)[6]
- 9. února – Slash (Praha, O2 arena)[7]
- 16. února – Twenty One Pilots (Praha, O2 arena)
- 16. února – Uriah Heep (Hluk, Sportovní hala)
- 17. a 19. února – Zaz (Praha, Forum Karlín)[8]
- 9. března – Rhapsody of Fire (Praha, Nová Chmelnice)
- 21. února – Bastille (Praha, Forum Karlín)
- 15. března – John Mayall (Praha, Forum Karlín)[9]
- 19. března – Mike Shinoda (Praha, Forum Karlín)
- 23. března – Jethro Tull (Praha, Kongresové centrum)
- 23. března – Bloodbound (Praha, Nová Chmelnice)
- 2. dubna – Avantasia (Praha, Forum Karlín)
- 7., 8. a 9. dubna – Bob Dylan (Praha, Lucerna)[10]
- 30. dubna – Bobby McFerrin (Praha, Forum Karlín)
- 18. dubna – Hollywood Undead (Praha, Tipsport Arena)
- 4. května – Sabaton (Plzeň, Amfiteátr Lochotín)
- 5. května – Dido (Praha, Forum Karlín)
- 7. května – Elton John (Praha, O2 arena)
- 7. května – Álvaro Soler (Praha, Tipsport Arena)
- 11. a 12. května – LP (Praha, Forum Karlín)
- 15. května – Accept (Praha, Kongresové centrum)
- 19. května - Toto Cutugno (Praha, Kongresové centrum)
- 21. května – George Ezra (Praha, Tipsport Arena)
- 25. května – Jamiroquai (Praha, O2 arena)
- 26. května – Muse (Praha, Letiště Letňany)
- 1. června – Kabát (Brno, Městský fotbalový stadion Srbská)
- 3. června – Alice in Chains (Praha, Forum Karlín)
- 4. června – Tool (Praha, O2 arena)
- 5. června – Bryan Ferry (Praha, Forum Karlín)
- 5. června – Maroon 5 (Praha, O2 arena)
- 6. června – The Smashing Pumpkins (Praha, Forum Karlín)
- 8. června – Kabát (Ostrava, Dolní oblast Vítkovice)
- 11. června – Slipknot (Praha, O2 arena)
- 15. června – Kabát (Teplice, Stadion Na Stínadlech)
- 17. června – Def Leppard a Whitesnake (Praha, O2 arena)
- 19. června – Kiss a ZZ Top (Praha, Sinobo Stadium)
- 22. června – Backstreet Boys (Praha, O2 arena)
- 22. června – Kabát (Praha, Sinobo Stadium)
- 25. června – Phil Collins (Praha, O2 arena)
- 25. června – Slayer (Praha, Tipsport Arena)
- 26. června – Mark Knopfler (Praha, O2 arena)
- 7. a 8. července – Ed Sheeran (Praha, letiště Letňany) (+ předskokani: Zara Larsson a James Bay)
- 12. července – Sting (Slavkov u Brna, Zámecká zahrada)
- 11. až 14. července – Masters of Rock, (Vizovice)
- 16. a 17. července – Rammstein (Praha, Sinobo Stadium)
- 17. až 20. července – Colours of Ostrava 2019 (Ostrava, oblast Dolní Vítkovice)
- 7. až 10. srpna – Brutal Assault (Pevnost Josefov)
- 18. srpna – Metallica (Praha, Letiště Letňany)
- 20. srpna – The Offspring (Loket, amfiteátr)
- 8. září – Ariana Grande (Praha, O2 arena)
- 14. září – Kabát (Plzeň, Amfiteátr Lochotín)
- 17. září – Michael Bublé (Praha, O2 arena)
- 1. října – David Garrett (Praha, O2 arena)
- 22. října – Eros Ramazzotti (Praha, O2 arena)
- 24. října – Cellar Darling (Praha, Futurum Music Bar)
- 8. listopadu – Sarah Brightmanová (Praha, Tipsport Aréna)
- 13. listopadu – Jinjer (Praha, MeetFactory)
- 30. listopadu – Andrea Bocelli (Praha, O2 arena)
- 6. prosince – Beth Hart (Praha, Forum Karlín)

## Úmrtí
- Karel Gott – (* 14. července 1939 – 1. října), český zpěvák
- Gija Kančeli – (* 10. srpna 1935 – 2. října), gruzínský skladatel
- Jitka Šuranská – (2. srpna 1978 – 28. října), česká zpěvačka a houslistka